# بخش مارکارید
بخش مارکارید (به سوئدی: Markaryds kommun) یک ناحیه شهری در سوئد است که در شهرستان کرونوبری واقع شده‌است.